# Carlo Maria Polvani
Carlo Maria Polvani (Milano, 28 luglio 1965) è un arcivescovo cattolico e teologo italiano, dal 12 gennaio 2025 segretario per gli affari generali del Dicastero per la cultura e l'educazione.

## Biografia
Carlo Maria Polvani è nato a Milano il 28 luglio 1965.

### Formazione e ministero sacerdotale
Ha frequentato l'Istituto Leone XIII di Milano e il Collège Stanislas di Montréal. Ha poi studiato biochimica all'Università McGill di Montréal dove ha conseguito il Bachelor of Science con onore nel 1985 e il dottorato di ricerca nel 1990 con una ricerca sul meccanismo enzimatico della pompa sodio-potassio.
Maturata la vocazione al presbiterato, nel 1993 ha conseguito il Master of Divinity con lode presso la Weston School of Theology di Cambridge. Ammesso al Pontificio Seminario Lombardo dei santi Ambrogio e Carlo in Urbe, ha studiato presso la Pontificia Università Gregoriana. Ha ottenuto la licenza summa cum laude in diritto canonico nel 1995, la specializzazione summa cum laude in giurisprudenza e psicologia forense l'anno successivo e il dottorato summa cum laude in giurisprudenza nel 1999 con una tesi intitolata "Authentic interpretation in canon law: reflections on a distinctively canonical institution"  avente per oggetto l'esame di un'attività prettamente canonica: l'interpretazione autentica delle leggi.
Il 14 febbraio 1998 è stato ordinato presbitero per l'arcidiocesi di Milano nella basilica dei Santi Apostoli e Nazaro Maggiore a Milano dal cardinale Carlo Maria Martini, arcivescovo metropolita di Milano. Terminata la formazione presso la Pontificia accademia ecclesiastica, il 1º luglio 1999 è entrato nel servizio diplomatico della Santa Sede. Ha prestato servizio nella nunziatura apostolica in Messico dal 1999 al 2001 e come responsabile dell'ufficio informazione e documentazione e dell'ufficio tecnico della sezione per gli affari generali della Segreteria di Stato della Santa Sede e come rappresentante della Santa Sede presso il comitato consultivo governativo dell'Internet Corporation for Assigned Names and Numbers.
Il 30 maggio 2001 papa Giovanni Paolo II lo ha insignito del titolo onorifico di cappellano di Sua Santità  mentre il 31 ottobre 2013 papa Francesco lo promosse a prelato d'onore di Sua Santità.
Nel luglio del 2014 è stato nominato anche membro del comitato per la riforma dei media vaticani. Questo organo è stato incaricato di proporre riforme per i media vaticani. Il comitato ha elaborato un rapporto e un piano di riforma dopo avere esaminato il rapporto della Pontificia commissione referente di studio e di indirizzo sull'organizzazione della struttura economico-amministrativa. Gli obiettivi sono stati un adattamento dei mezzi di comunicazione della Santa Sede alle tendenze in evoluzione, migliorare il coordinamento e realizzare risparmi finanziari sostanziali. Seguendo iniziative come la Pope App e l'account Twitter del pontefice, ha suggerito la creazione di canali digitali affinché i messaggi del pontefice potessero raggiungere i fedeli di tutto il mondo, in particolare i giovani.
Il 26 luglio 2019 papa Francesco lo ha nominato sottosegretario aggiunto del Pontificio consiglio della cultura. Ha mantenuto il medesimo incarico nel Dicastero per la cultura e l'educazione, nato con l'accorpamento del Pontificio consiglio con la Congregazione per l'educazione cattolica (degli istituti di studi) previsto dalla costituzione apostolica sulla riforma della Curia romana Praedicate evangelium entrata in vigore 5 giugno 2022. Il 18 giugno 2024 è divenuto sottosegretario dello stesso Dicastero.

### Ministero episcopale
Il 12 gennaio 2025 papa Francesco lo ha nominato segretario per gli affari generali del Dicastero per la cultura e l'educazione e arcivescovo titolare di Regie. Ha ricevuto l'ordinazione episcopale il 14 febbraio successivo nella chiesa di San Damaso a Roma dal cardinale José Tolentino Calaça de Mendonça, prefetto del Dicastero per la cultura e l'educazione, co-consacranti il cardinale Giuseppe Bertello, presidente emerito del Governatorato dello Stato della Città del Vaticano e della Pontificia commissione per lo Stato della Città del Vaticano, e il vescovo Paul Desmond Tighe, segretario della sezione per la cultura del Dicastero per la cultura e l'educazione.

## Opere
- Carlo Maria Polvani, Authentic interpretation in canon law: reflections on a distinctively canonical institution, Roma, Pontificia Università Gregoriana, 1999,  pp. 384. URL consultato il 2 giugno 2025.

## Genealogia episcopale
La genealogia episcopale è:
- Cardinale Scipione Rebiba
- Cardinale Giulio Antonio Santori
- Cardinale Girolamo Bernerio, O.P.
- Arcivescovo Galeazzo Sanvitale
- Cardinale Ludovico Ludovisi
- Cardinale Luigi Caetani
- Cardinale Ulderico Carpegna
- Cardinale Paluzzo Paluzzi Altieri degli Albertoni
- Papa Benedetto XIII
- Papa Benedetto XIV
- Cardinale Enrico Enriquez
- Arcivescovo Manuel Quintano Bonifaz
- Cardinale Buenaventura Córdoba Espinosa de la Cerda
- Cardinale Giuseppe Maria Doria Pamphilj
- Papa Pio VIII
- Papa Pio IX
- Cardinale Alessandro Franchi
- Cardinale Gaetano Aloisi Masella
- Cardinale José Sebastião d'Almeida Neto, O.F.M.Disc.
- Vescovo António José de Souza Barroso
- Vescovo Manuel Luís Coelho da Silva
- Cardinale Manuel Gonçalves Cerejeira
- Cardinale António Ribeiro
- Cardinale José da Cruz Policarpo
- Cardinale Manuel Clemente
- Cardinale José Tolentino Calaça de Mendonça
- Arcivescovo Carlo Maria Polvani